# Deutsche Gesellschaft für Musikgeragogik
Die Deutsche Gesellschaft für Musikgeragogik (DGfMG e.V.) ist ein bundesweiter Verein, der einen gemeinnützigen Bildungszweck verfolgt. Sie fördert die Ausbildung im Fach Musikgeragogik sowie die fachliche Weiterentwicklung dieser Disziplin im Bildungswesen, Sozialwesen, Gesundheitswesen und in der Pflege. Die DGfMG ist selbst Mitglied im Deutschen Musikrat. Sie wurde am 29. September 2009 gegründet und hat ihren Sitz in Münster. Seit 2022 ist die DGfMG Gründungsmitglied der Bundesinitiative „Musik und Demenz“.
Mitglied können alle natürlichen Personen werden, die in der musikgeragogischen Forschung und/oder Lehre tätig sind bzw. solche die eine zertifizierte Weiterbildung zur Musikgeragogin bzw. zum Musikgeragogen absolviert haben oder vergleichbare Qualifikationen in Theorie oder Praxis nachweisen können.
Von der Gründung der Gesellschaft bis zum März 2024 waren Hans Hermann Wickel von der FH Münster deren Vorsitzender und Theo Hartogh von der Universität Vechta sein Stellvertreter. Seitdem ist Kai Koch der 1. Vorsitzende und Kerstin Schatz seine Stellvertreterin. 
Mitgliederzahl (Stand: März 2024): 251

## Ziele und Zwecke des Vereins
Die Deutsche Gesellschaft für Musikgeragogik setzt sich ein für:
- Förderung der Ausbildung im Fach Musikgeragogik
- Verbesserung der musikgeragogischen Forschungssituation
- Fachliche Weiterentwicklung der Musikgeragogik im Bildungs-, Sozial-, Gesundheitswesen und in der Pflege
- Gewährleistung musikalische Bildungsangebote für ältere Menschen

## Belege
1. ↑  Liste der ordentlichen Mitglieder des Deutschen Musikrats (Memento des Originals vom 12. April 2019 im Internet Archive)  Info: Der Archivlink wurde automatisch eingesetzt und noch nicht geprüft. Bitte prüfe Original- und Archivlink gemäß Anleitung und entferne dann diesen Hinweis., zuletzt geprüft am 22. August 2018.
2. ↑  Satzung der DGfMG (PDF-Datei), zuletzt geprüft am 22. August 2018.
3. ↑  https://www.musik-und-demenz.de/ueber-uns.html
4. ↑  Homepage der Deutschen Gesellschaft für Musikgeragogik, zuletzt geprüft am 22. August 2018.
5. ↑  Vorstand der Deutschen Gesellschaft für Musikgeragogik, zuletzt geprüft am 22. August 2018.
6. ↑  Eintrag beim MIZ (Deutsches Musikinformationszentrum), zuletzt geprüft am 22. August 2018.
7. ↑  Ziele und Zwecke der Gesellschaft für Musikgeragogik, zuletzt geprüft am 22. August 2018.